# Masha
masha（ましゃ）は、日本の漫画家、同人作家。

## 概要
同人作家としてはサークルAstroQube名義で同人誌を発行。人外娘を得意とする。単眼などを題材にした『後輩の単眼ちゃん』は2014年に第1作を発行し、2019年12月現在第7作まで発行。
商業出版では、2013年「まんがタイムきららミラク」に『ラスボス兄貴!!』を発表。公式含むいくつかのアンソロジーコミック（オリジナルは主に男の娘ネタ）に参加し、2016年から『異種族レビュアーズ』の作画担当として連載を開始する。同作が2017年には第3回次にくるマンガ大賞でDLsite賞を受賞し、2020年にはテレビアニメ化された。

## 作品リスト

### 連載
- ラスボス兄貴!!（『まんがタイムきららミラク』2013年7月号[4] - 2013年9月号） - 単行本は未刊行
- 異種族レビュアーズ（原作：天原、『ドラドラドラゴンエイジ』→『ドラドラしゃーぷ＃』2016年8月 - 、既刊11巻）

### アンソロジー
- 青鬼 闇蘇露（アンソロ）編（2014年7月3日発売[5]）
- モンスター娘のいる日常4コマアンソロジー 2巻（2015年9月12日発売[6]）
- 小林さんちのメイドラゴン公式アンソロジー 3巻（2018年3月12日発売[7]） - 漫画[7]
- この素晴らしい世界に祝福を!コミックアンソロジー やりすぎ!? アクセル伝説（2019年8月9日発売[8]） - 漫画[8]
- モンスター娘のいる日常4コマアンソロジー 5巻（2020年2月13日発売[9]） - カバーイラスト[9]
- 小林さんちのメイドラゴン 公式アンソロジー All Stars!（2021年8月11日発売[10]）